# Mauzoleum Csávossy’ego
Mauzoleum Csávossy’ego (rum. Biserica romano-catolică din Bobda) –  zabytkowe mauzoleum i kościół katolicki w mieście Bobda w okręgu Temesz (Rumunia).
Mauzoleum wybudowane zostało przez barona Gyula Csávossy’ego w stylu klasycystycznym na wzór Bazyliki Ostrzyhomskiej. Obecnie w stanie ruiny. Od frontu portyk z czterema kolumnami podtrzymującymi fronton z herbem rodziny Csávossy. We fryzie sentencja w j. łac. Divinum auxilium maneat semper nobiskum (Niech Boża pomoc zawsze będzie z nami).

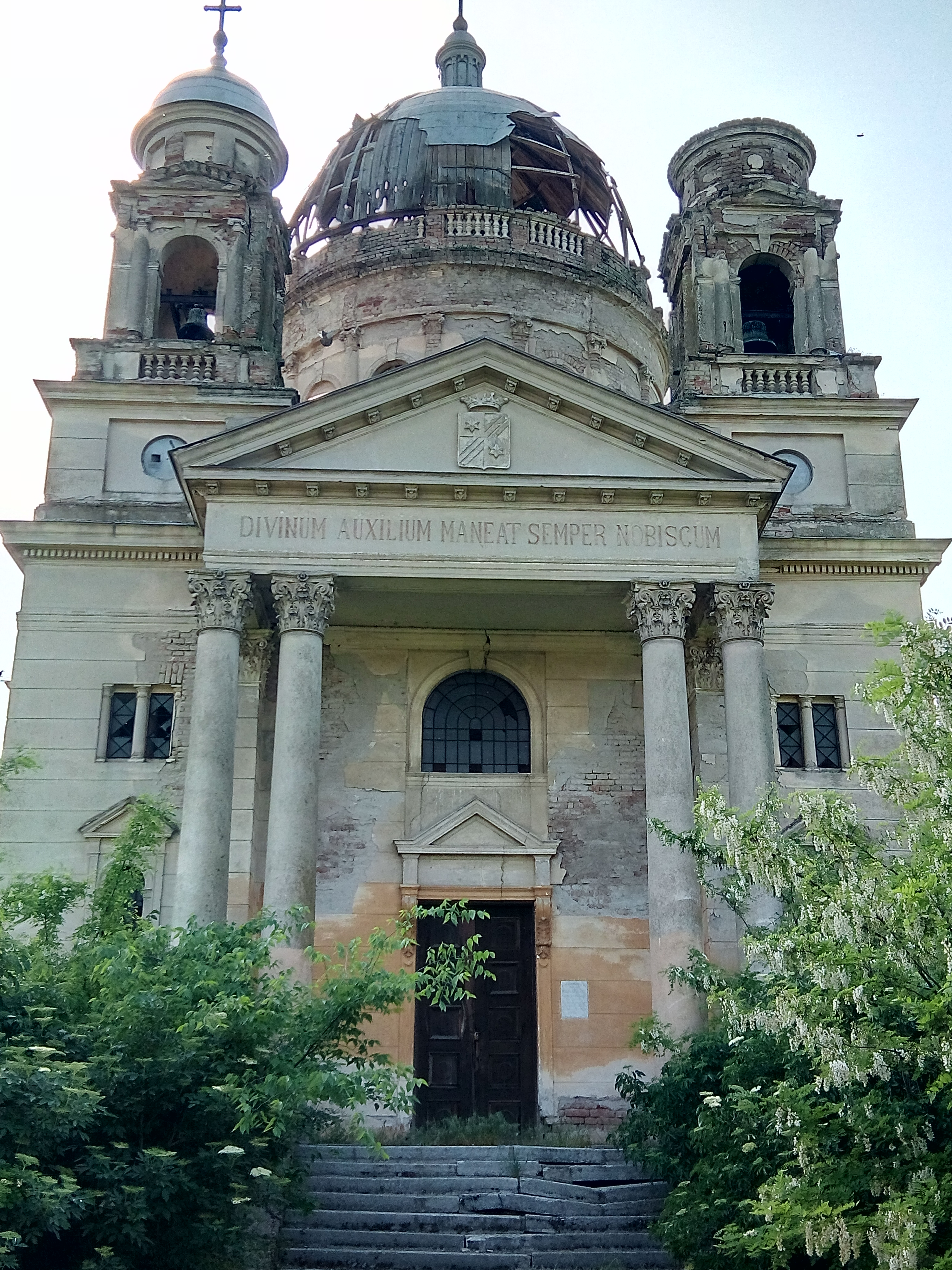
Fronton z herbem
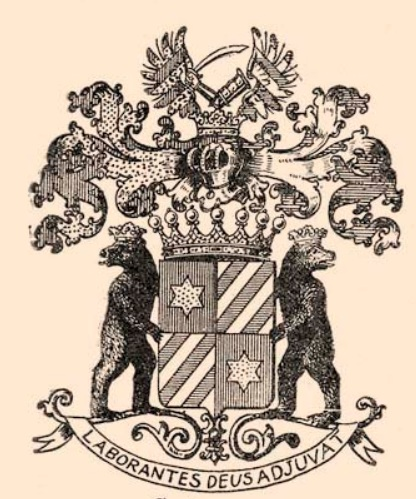
Herb Csávossy